# ローンセ砂丘とドゥルーネンセ砂丘国立公園
ローンセ砂丘とドゥルーネンセ砂丘国立公園（オランダ語、Nationaal Park de Loonse en Drunense Duinen）とは、オランダ南端部の北ブラバント州の中央部に同国によって設定されている、国立公園である。

## 地理

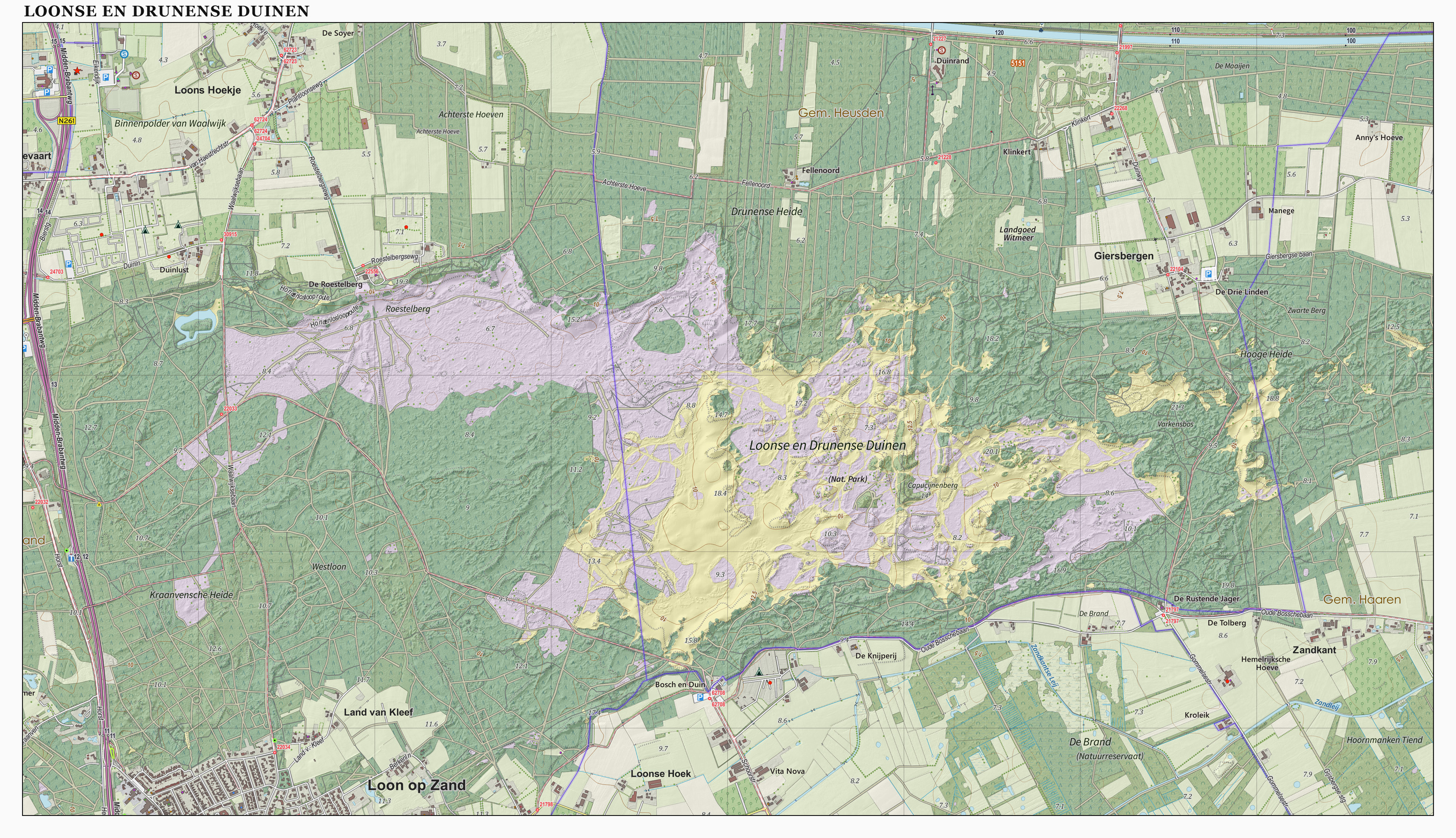
ローンセ砂丘とドゥルーネンセ砂丘国立公園の等高線入りの周辺地図。ちなみに、すぐ西（地図の左端中央）には、この国立公園が設立される50年前にできた遊園地のエフテリング（De Efteling）の敷地が描画されている。

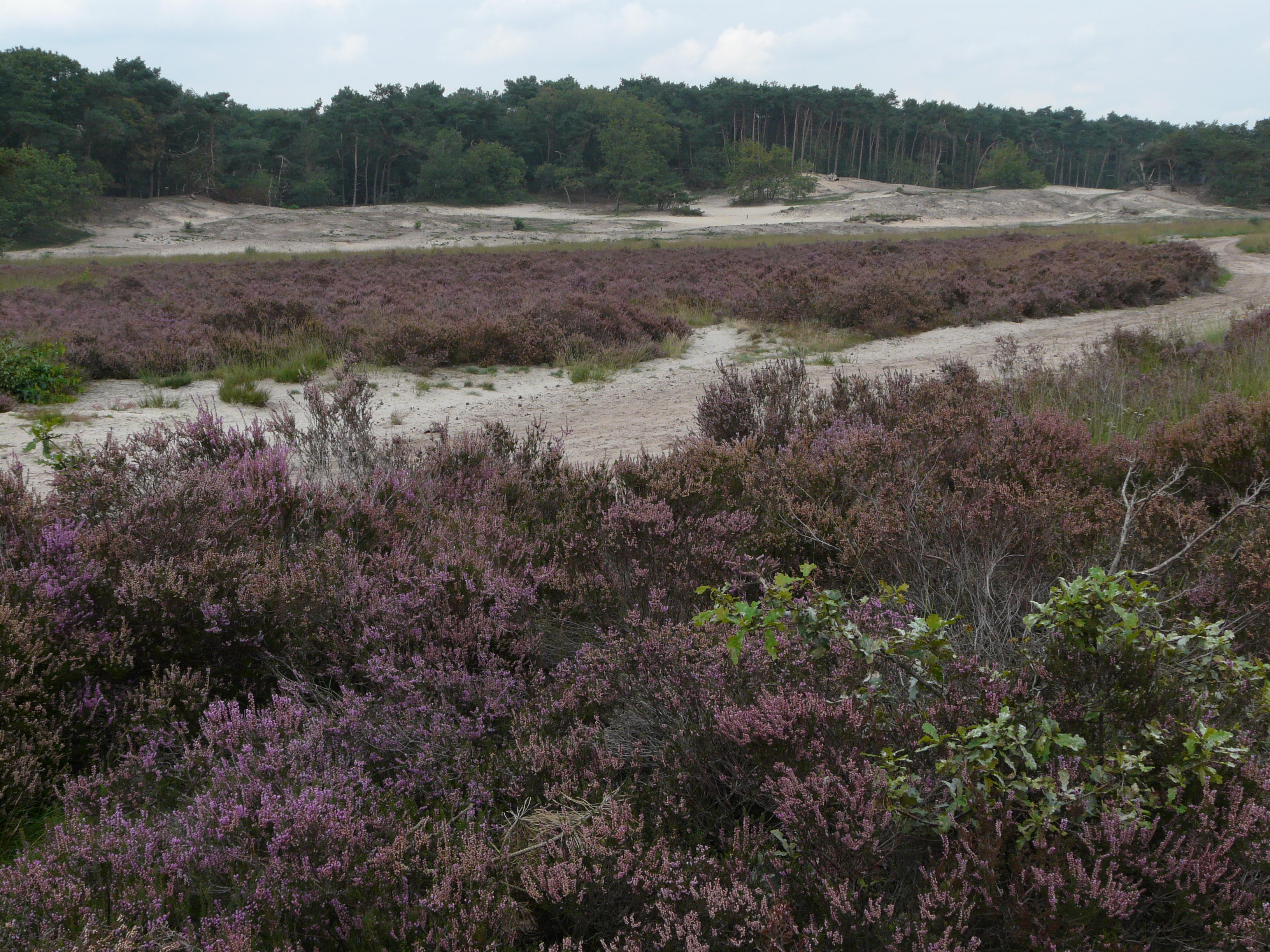
ローンセ砂丘とドゥルーネンセ砂丘国立公園内の北西隅のRoestelbergと呼ばれる場所の風景。

この国立公園は、ティルブルフとワールウェイクとスヘルトーヘンボスとの間にあって、約35 km2の面積を有する。なお、この国立公園が設立されたのは、2002年である

。
ちなみに、オランダは低地が多いことで知られているが、この国立公園は海岸から数十km離れた場所に存在しているのにもかかわらず、公園内で最も標高の高い場所でも20 m程度であり、標高10 m以下の場所も存在している。なお、公園名に砂丘と付くものの、公園内は砂ばかりというわけではなく、植物も見られる。

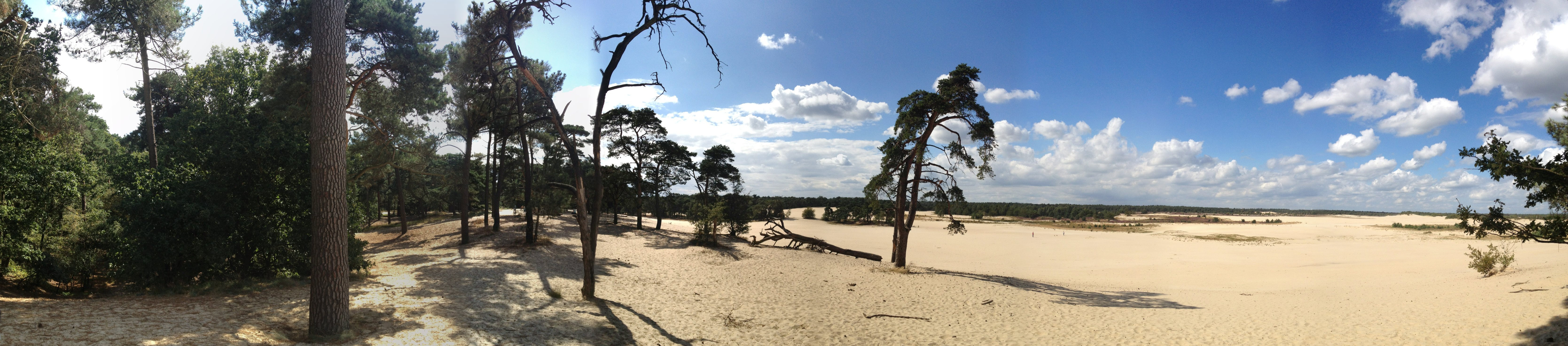
ローンセ砂丘とドゥルーネンセ砂丘国立公園のパノラマ写真。